# James K. Baxter
Pour les articles homonymes, voir Baxter.
James Keir Baxter, né le 29 juin 1926 à Dunedin, et mort le 22 octobre 1972 à Auckland, est un poète et un dramaturge néo-zélandais. Il était connu comme militant pour la préservation de la culture maorie. 

## Biographie
James K. Baxter est né à Dunedin, fils d’ Archibald Baxter et de Millicent Brown, et a grandi près de Brighton. Il est nommé d'après James Keir Hardie, l'un des fondateurs du parti travailliste britannique. Son père est fermier, il a été objecteur de conscience pendant la Première Guerre mondiale. Sa mère, Millicent Baxter (en), est issue d'une famille de lettrés, son grand-père maternel est professeur à l'université de Canterbury et sa grand-mère maternelle est diplômée de Canterbury College. Millicent Baxter fait ses études au Presbyterian Ladies' College de Sydney (en), et obtient son diplôme à l'université de Sydney en 1908, elle poursuit ses études à Newnham College, obtenant la deuxième place aux tripos de l'université de Cambridge en 1912. 
James K. Baxter épouse en 1948 l'écrivaine d'origine maorie, Jacqueline Sturm. Il devient anglican la même année. Il s'inscrit au Wellington Teachers' College. En 1952, une sélection de ses poèmes est publiée dans un volume collaboratif, Poems Unpleasant. Il poursuit ses études en 1953 au Victoria University College et publie sa troisième collection majeure, The Fallen House. En 1954, il est nommé enseignant assistant à l'école Epuni, à Lower Hutt. Il obtient une licence universitaire en 1956. 
En 1955, James K. Baxter fait un héritage et quitte l'enseignement pour se consacrer à l'écriture. Il devient l'éditeur des journaux scolaires pour le ministère de l’Éducation. En 1957, Baxter suivit un catéchisme catholique  et publie le recueil de poèmes In Fires of No Return, en 1958. Ce fut son premier recueil édité à l'international. Il se sépare provisoirement de Jacqueline Sturm, du fait de ses difficultés avec l'alcool et de sa conversion au catholicisme, en 1957. Cette même année, il rejoint les Alcooliques anonymes et cesse définitivement de consommer de l'alcool. Il est reçu dans l'Église catholique en 1958,. 
La même année, Baxter reçoit une bourse de l'UNESCO qui lui permet d'effectuer un voyage en Asie, en particulier en Inde où le rejoignent Jacqueline Sturm et leurs enfants. À son retour d’Inde, il publie des écrits critiquant ouvertement la société néo-zélandaise. Dans les années 1960, il accède à la notoriété par ses poèmes et ses écrits de théâtre, notamment pour sa pièce radiodiffusée, Jack Winter's dream. 
Il publie le recueil de poèmes Pig Island Letters, puis bénéficie d'une résidence littéraire, la Robert Burns Fellowship (en), à l'université d'Otago. 
En 1968, Baxter affirme qu'il a reçu en rêve l'ordre de se rendre à « Jerusalem ». Jerusalem est une implantation maorie (connue sous le nom de translittération du maori, Hiruharama (en)) sur le fleuve Whanganui. 
Baxter vit quelque temps à Grafton, à Auckland, où il crée un centre pour toxicomanes selon les mêmes principes que les Alcooliques anonymes. En 1969, il adopte la version maorie de son nom, Hemi, et s'installe à Jerusalem. Ses poèmes de cette époque ont un style conversationnel, et sont empreints de ses convictions sociales et politiques. 
Sa santé s'altère et en 1972, il doit quitter Jerusalem et il s'installe près d'Auckland. Le 22 octobre 1972, il subit une thrombose coronaire dont il meurt. Il est enterré à Jerusalem, sur une terre maorie, en face de la maison où il avait vécu, lors d'une cérémonie associant les traditions maorie et catholique.

## Controverses
Les éditions Victoria University Press publient, en janvier 2019, une série de lettres écrites par Baxter. L'une d'elles mentionne que Baxter aurait pratiqué le viol conjugal avec son épouse, Jacqueline Sturm. La découverte est suivie de réactions de consternation, ces révélations sont jugées comme « terribles » et « choquantes » en Nouvelle-Zélande. Dans The Spinoff, John Newton écrit qu’il n’est plus possible de parler de Baxter sans indiquer comment celui-ci pense et écrit à propos des femmes.

## Réception de l’œuvre
Dans son étude critique Lives of the Poets, Michael Schmidt définit la « rhétorique consonantique jacobéenne » de Baxter. Schmidt estime que Baxter était «l'un des poètes les plus précoces du siècle» et que le peu d'intérêt pour lui en dehors de la Nouvelle-Zélande est déconcertant. Son écriture a été affectée par son alcoolisme. Son travail s’appuie sur Dylan Thomas et Yeats ; puis sur MacNeice et Lowell. Michael Schmidt identifie « un amalgame de Hopkins, Thomas et des atavismes indigènes » dans le Prelude NZ de Baxter.

## Œuvres
- Beyond the Palisade, 1944
- Blow, Wind of Fruitfulness, 1948
- Hart Crane; a poem, 1948
- Recent Trends in New Zealand Poetry, 1951
- Poems Unpleasant, 1952 (avec Louis Johnson et Anton Vogt)
- Rapunzel: a Fantasia for Six Voices, 1953
- The Fallen House, 1953
- The Fire and the Anvil, 1955
- Traveller’s Litany, 1956
- The Iron Breadboard: Studies in New Zealand Writing, 1950
- The Night Shift: Poems on Aspects of Love, 1957 (avec Charles Doyle, Louis Johnson et Kendrick Smithyman)
- In Fires of No Return, 1958
- Chosen Poems, 1958
- Two Plays: The Wide Open Cage and Jack Winter's Dream, 1959
- The Ballad of Calvary Street, 1960
- Howrah Bridge and Other Poems, 1961
- Three Women and the Sea, 1961
- The Spots of the Leopard, 1962
- The Ballad of the Soap Powder Lock-Out, 1963
- A Selection of Poetry, 1964
- Pig Island Letters, 1966
- Aspects of Poetry in New Zealand, 1967
- The Lion Skin, 1967.
- The Man on the Horse, 1967
- The Bureaucrat, 1968 (prod.)
- The Rock Woman: Selected Poems, 1969
- Jerusalem Sonnets: Poems for Colin Durning, 1970
- The Flowering Cross, 1970
- The Devil and Mr Mulcahy, and The Band Rotunda, 1971 (pièces)
- Jerusalem Daybook, 1971
- The Sore-Footed Man, and The Temptations of Oedipus, 1971 (pièces)
- Ode to Auckland and Other Poems, 1972
- Autumn Testament, 1972 (rééd. 1998, par Paul Millar)
- Four God Songs, 1972
- Letter to Peter Olds, 1972

### Œuvres posthumes
- Runes, 1973.
- Two Obscene Poems, 1974.
- Barney Flanagan and Other Poems, lu par James K. Baxter (CD), 1973.
- The Labyrinth: Some Uncollected Poems 1944-1972, 1974.
- The Tree House and Other Poems for Children, 1974.
- The Bone Chanter, edited and introduced by John Weir, 1976.
- The Holy Life and Death of Concrete Grady, édition et préface de John Weir, 1976.
- Baxter Basics, 1979
- Collected Poems, édition de John Weir, 1979 (rééd. 1995 et 2004).
- Collected Plays, édition de Howard McNaughton, 1982.
- Selected Poems, édition de John Weir, 1982.
- Horse: a Novel, 1985.
- The Essential Baxter, textes choisis et introduction de John Weir, 1993.
- Cold Spring: Baxter's Unpublished Early Collection, éd. et introduction de Paul Millar, 1996.
- James K. Baxter: Poems, textes choisis et introduction de Sam Hunt, 2009.
- Poems to a Glass Woman, introduction de John Weir, 2012.
- James K. Baxter: Complete Prose, 4 vol., édition de John Weir, 2015 (Victoria University Press)